# Moradisaurí del port des Canonge
El moradisaurí del port des Canonge és un fòssil d'un bocí de crani (maxil·la i parts del paladar) d'un eurrèptil captorrínid moradisaurí provinent del Cisuralià (Permià inferior) de la zona del port des Canonge (Banyalbufar, Mallorca, Illes Balears, Mediterrània occidental). No se l'ha pogut identificar a nivell d'espècie per mor del seu estat fragmentari, emperò l'anàlisi filogenètica el situa proper al gènere Rothianiscus del Permià inferior d'Amèrica del Nord. Actualment es conserva en el Museu Balear de Ciències Naturals amb el nombre de col·lecció MBCN15730. És un dels pocs fòssils de rèptils del Paleozoic de les Illes Balears, juntament amb les espècies Tramuntanasaurus tiai de Mallorca i Balearosaurus bombardensis de Menorca.

## Circumstàncies de la troballa
El fòssil va ser descobert de casualitat entre els còdols de la platja l'any 2002 per una ciutadana alemanya. Desconeixent el seu valor, el va agafar i se l'endugué a Alemanya. Posteriorment, al 2007, la família va donar l'espècimen al departament de paleontologia de la Universitat de Bonn. L'any 2008 es va transferir al Museu d'Història Natural de Berlín per a la seva preparació i estudi. Es va publicar finalment al desembre del 2016, i el fòssil es va cedir al Museu Balear de Ciències Naturals per al seu dipòsit permanent.

## Paleoecologia i edat
El fòssil del moradisaurí del port des Canonge es va trobar a una zona on hi aflora la Formació Port des Canonge. Aquesta unitat litostratigràfica representa planeres d'inundació solcades per rius meandriformes i és probable, per tant, que aquesta espècie s'alimentàs de les plantes que creixien als marges d'aquests cossos d'aigua. En altres afloraments de la mateixa formació s'hi han trobades potades de l'icnogènere Hyloidichnus, atribuït normalment a captorrinomorfs. Per la mida, es podrien correspondre a un animal com al que va pertànyer el fragment de maxil·la del port des Canonge. Pel que fa la seva edat, originalment se li va atribuir una cronologia de Permià superior en base a una datació existent en la unitat suprajacent, però recentment s'ha argumentat que la Formació Port des Canonge pertany en realitat al Permià inferior o mitjà.